# Pothyne lineolata
Pothyne lineolata är en skalbaggsart som beskrevs av J. Linsley Gressitt 1940. Pothyne lineolata ingår i släktet Pothyne och familjen långhorningar. Inga underarter finns listade i Catalogue of Life.